# Зовнішня політика Франції
Міжнародні відносини Французької Республіки є зовнішніми відносинами французького уряду із зовнішнім світом. Розташована в Західній Європі Франція є одним з основних європейських країн і зіграла видну та історичну роль в європейській та міжнародній історії з середньовічних часів. Франція є одним із засновників Організації Об'єднаних Націй, НАТО, і з Європейського об'єднання вугілля і сталі (попередника Європейського союзу). ЇЇ основні союзники Німеччина, Італія, США, інші країни НАТО, і Європейський Союз. У статутному члена Організації Об'єднаних Націй Франція займає одне з постійних місць в Раді Безпеки і є членом більшості своїх спеціалізованих і суміжних установ.
Франція також є одним із засновників Середземноморського союзу і грає ключову роль, як в регіональній, так і в глобальній світовій політиці.

## П'ята Республіка з 1981 року

### Франсуа Міттеран: 1981—1995 рр
Франсуа Міттеран, соціаліст, підкреслив єдність Європи та збереження особливих відносин Франції з колишніми колоніями перед «англосаксонським впливом». Частина прийнятої політики була сформульована в Соціалістичній партії (виборча програма на президентських виборах 1981 року). Він мав теплі та ефективні стосунки з консервативним канцлером Німеччини Гельмутом Колем. Вони сприяли французько-німецькому двосторонньому співробітництву в Європі та посилили військове співробітництво між двома країнами.

### Зовнішня політика Франції при Жаку Шираку
Навесні 1995 р., коли закінчилась 14 річна «ера Міттерана» і президентом Франції став лідер голлістської партії «Об'єднання на підтримку республіки» Жак Ширак, багато аналітиків висловлювали досить обережні припущення про можливі зміни у зовнішньополітичному курсі країни, тим більше, що в своїй передвиборчій риториці керівництво ОПР в останні роки все частіше посилалося на ідейну спадщину генерала де Голля, який, як відомо, спирався на такі постулати, як незалежність і велич Франції, антиамериканізм, привілейоване партнерство з Радянським Союзом, будівництво незалежних сил стримування. Францію не влаштовувало глобальне політичне лідерство США, вона не погоджувалась з тактикою силового тиску і стратегією «превентивних ударів». Як і за часів Шарля де Голя, Франція виступала проти гегемоністської політики, за систему цінностей, яка поділяється усім міжнародним співтовариством. Віддається пріоритет російсько-французьким відносинам у контексті газового питання.
Проте з плином часу виявилось, що відмінності між соціалістами і «неоголлістами» в зовнішньополітичній сфері були не настільки великі і не привели до істотних змін у ній. Як і при президенті Франсуа Міттерані, основним напрямом зовнішньої політики Франції при Ж. Шираку залишалося європейське будівництво. Важливість її середземноморського напрямку була підтверджена тим, що свій перший візит новий президент Франції здійснив у Марокко. Демонструючи лояльність до США, він продовжив лінію на зближення НАТО. Про зв'язок із політикою генерала де Голя нагадало в той період лище рішення Ж. Ширака відновити ядерні випробування на атолі Муруроа в Тихому океані влітку 1995 р. для завершення серії робіт із модернізації французької ядерної зброї. Ці випробування були припинені лише на початку 1996 р. після повного виконання наміченої програми, незважаючи на різкі протести з боку держав Тихоокеанського регіону та світової громадськості.
Певний вплив на зовнішню політику Франції вже при президенті Ж.Шираку справляла і внутрішньополітична ситуація. Прагнучи отримати в Національних зборах переважну більшість своїх прихильників, Ж. Ширак призначив у 1997 р. дострокові парламентські вибори, під час яких зазнала поразки голлістська партія. Більшість голосів було віддано соціалістам, що сформували уряд. У результаті французи отримали третій у сучасній історії приклад «співіснування» президента і уряду, що належать до суперницьких партій. Це позначилось не тільки на внутрішній, але і на зовнішній політиці Франції, оскільки соціалісти активно нав'язували Ж. Шираку своє бачення в цій царині.

### Ніколя Саркозі
Невдовзі після вступу на посаду президент Саркозі розпочав переговори з колумбійським президентом Альваро Урібе та лівої партизанської партією FARC з приводу звільнення заручників повстанської групи, особливо французько-колумбійського політика Інгреда Бетанкура. Згідно з деякими джерелами, сам Саркозі просив Урібе випустити «канцлера» ФАРК Родріго Гранди. Крім того, він оголосив 24 липня 2007 року, що французькі та європейські представники отримали екстрадицію болгарських медсестер, які були затримані в Лівії у своїй країні. В обмін він підписав з Каддафі договори про безпеку, охорону здоров'я та імміграцію — і продав протитанкові ракети «Мілан» за суму у розмірі 230 мільйонів євро (168 мільйонів євро). Контракт був першим, зробленим Лівією з 2004 року, і був узгоджений з MBDA, дочірньою компанією EADS. Ще один контракт на 128 мільйонів євро, на думку Триполі, було б підписано з EADS для радіосистеми TETRA. Соціалістична партія (ПС) та Комуністична партія (ПКФ) піддали критиці «державну справу» та «бартер» з «державою розбійників». Лідер ПС Франсуа Олланд просив відкрити парламентське розслідування.
8 червня 2007 року, під час 33-го самміту країн Великої вісімки в Хайлігендаммі, Саркозі поставив перед собою мету скоротити викиди СО2 на 50 % до 2050 року, щоб запобігти глобальному потеплінню. Потім він поставив перед Міжнародним валютним фондом (МВФ) важливого соціалістичного діяча Домініка Стросс-Кана як європейського кандидата. Критики стверджували, що Саркозі запропонував призначити Стросс-Кана як генерального директора МВФ, щоб позбавити Соціалістичну партію однієї з її більш популярних діячів.
Саркозі нормалізував напружені відносини з НАТО. У 2009 році Франція знову була повністю інтегрованим членом НАТО. Франсуа Олланд продовжував таку ж політику.

#### Зовнішньополітичний курс Ніколя Саркозі
Президентські вибори, що відбулися у Франції в квітні-травні 2007 р.,привели на вищий державний пост представника правлячої більшості, лідера правого політичного об'єднання Союз за народний рух Ніколя Саркозі. Незважаючи на тривале перебування у вищих ешелонах влади, у ході виборчої кампанії Саркозі вдалося створити образ політичного діяча нового покоління, який виступає за всебічне реформування як внутрішньої, як і зовнішньої політики країни. Внутрішні реформи, здійснювані ним, проходять досить болісно, періодично провокуючи вибухи протесту і багатоденні страйки. Лавина критики обрушилась на Саркозі з боку його політичних супротивників. На цьому тлі зовнішня політика дедалі більше привертає увагу французького лідера, і він нерідко вдається до ефективних кроків, покликаних продемонструвати оновлену роль Парижу в міжнародних справах.
Зовнішньополітичний курс сучасної Франції будується навколо декількох ключових ідей. Вона традиційно позиціонує себе як члена «західної демократичної сім'ї», прихильна до ідеалів демократії та захисту прав людини. Поряд з цим, у Парижі вважають, що в умовах постбіполярного світу роль окремих держав зросла, а колишні багатосторонні механізми, які забезпечували узгодження позицій різних країн, стають все менш ефективними. У своєму виступі перед послами 27 серпня 2007 Н. Саркозі особливо підкреслив, що за останні 20 років, які минули після падіння Берлінської стіни, керівники різних держав не змогли створити новий «планетарний порядок» і пристосували колишній порядок до змінених умов. Усе це змушує Францію шукати свої власні шляхи вирішення міжнародних проблем, які відповідають її національним інтересам.
До головних напрямків зовнішньополітичного курсу Франції, яким Н. Саркозі приділяє основну увагу, належить: політика, спрямована на розвиток європейської інтеграції та співпраці з партнерами по ЄС, відносини з США, зміцнення зв'язків із країнами Середземномор'я та діалог з Росією, політика щодо багатосторонніх організацій, а також Китаю, Індії, країн Латинської Америки, Африки, де Париж виявляє зростаючу активність, і ряд інших міжнародних проблем.
Європейський Союз, що переживає труднощі, тим не менше, являє собою значний міжнародний фактор, і Париж більшою мірою, ніж будь-коли, пов'язує з ЄС свої зовнішньополітичні амбіції.
Саркозі приділяє велику увагу поліпшенню відносин з США.
Прагнучи до зміцнення власних позицій, Франція спрямувала зусилля на активізацію зв'язків із країнами Середземномор'я. Реалізація проєкту Середземноморського союзу повинна дозволити їй закріпитися в регіоні, залучити до своїх планів ресурси країн ЄС та підвищити вплив у Євросоюзі як одного з його лідерів.

### Франсуа Олланд
Соціаліст Франсуа Олланд виграв вибори в 2012 році. Він затвердив загальнонаціональну зовнішню політику у тісній співпраці з Німеччиною щодо протиборчих рухів Росії проти України та відправки військових на боротьбу з радикальними ісламістами в Африці. Він займає жорстку позицію щодо грецької боргової кризи. Франсуа Олланд розпочав дві військові операції в Африці: операція «Сервал» в Малі (французькі збройні сили припинили ісламістське захоплення Бамако, столиці країни); і операція «Сангарис» (щоб відновити мир там, як напруженість між різними релігійними громадами перетворилася на насильницький конфлікт). Франція була також першою європейською нацією, яка приєдналася до Сполучених Штатів, бомбардуючи Ісламську державу Іраку та Левант. Під час президенцтва, позиції Франції щодо громадянської війни в Сирії та ядерної програми Ірану були названі «хакі».

### Еммануель Макрон, 2017р.— сьогодення
Софі Мейньє в 2017 році висловився на тему, чи є Франція актуальною у світових справах:
Франція не має такої ж відносної глобальної позиції, як це було раніше. Деколонізація … зменшила територіальні запаси Франції та, отже, її вплив. Інші країни придбали ядерну зброю і розбудували свої армії. Послання «універсальних» цінностей, які мали зовнішня політика Франції, наштовхнуло на багато опору, оскільки інші країни розвинули наступну політичну траєкторію, ніж той, який проповідував Франція. До 1990-х років країна стала, за висловом Стенлі Хоффмана, «звичайною державою, ні справою кошика, ні претендентом». Громадська думка, особливо в Сполучених Штатах, більше не бачить Францію як важливу державу. Останній раз, коли його зовнішня політика знову поставила Францію в світовий проміжок, була на початку втручання Іраку … з відмовою Франції приєднатися до коаліції, керованої США … Насправді, однак, Франція все ще є дуже актуальна влада у світових справах … Франція є країною, що має величезне військове значення в даний час …, Франція також показала, що вона має значення у світових екологічних питаннях з … Паризькою угодою, глобальною угодою щодо скорочення викидів вуглецю. Вибори Трампа в 2016 році можуть посилити вимоги Франції вступити і керувати глобальним екологічним врядуванням, якщо США, як обіцяв новий президент, звільняються від різних політик
Опитування свідчать, що американський президент Барак Обама був дуже популярним у Франції, в той час, як Дональд Трамп — навпаки. Наталія Нугайріде стверджує:
Однак за цим лежить дипломатична можливість. З огляду на те, що Сполучені Штати дивляться всередину, і Трамп розірвав традиційну книжку закордонних правил … Макрон прагне пожвавити європейський проєкт як спосіб відновлення французького лідерства. Звичайно, французька влада не замінює Американську владу. Але з огляду на імідж Сполучених Штатів, глобальну роль та надійність, що невизначено, європейці відчувають порожнечу, яку хтось повинен заповнити, і Франція вважає, що вона повинна принаймні спробувати це зробити

## Участь у міжнародних організаціях
ACCT, AfDB, AsDB, Australia Group, BDEAC, BIS, CCC, CDB (non-regional), CE, CERN, EAPC, EBRD, ECA (associate), ECE, ECLAC, EIB, EMU, ESA, ESCAP, EU, FAO, FZ, G-5, G-7, G-10, IADB, IAEA, IBRD, ICAO, ICC, ICC, ICRM, IDA, IEA, IFAD, IFC, IFRCS, IHO, ILO, IMF, International Maritime Organization, Inmarsat, InOC, Intelsat, Interpol, IOC, IOM, ISO, ITU, ITUC, MINURSO, MIPONUH, MONUC, NAM (guest), NATO, NEA, NSG, OAS (observer), OECD, OPCW, OSCE, PCA, SPC, UN, UN Security Council, UNCTAD, UNESCO, UNHCR, UNIDO, UNIFIL, UNIKOM, UNITAR, UNMIBH, UNMIK, UNOMIG, UNRWA, UNTSO, UNU, UPU, WADB (nonregional), WEU, WFTU, WHO, WIPO, WMO, WToO, WTrO, Zangger Committee

## Міжнародні прикордонні суперечки
- Мадагаскар заявляє, що Бассас належить Індії
- Коморські острови заявляють права на Майотту
- Маврикій претендує на острів Тромелін
- територіальна суперечка на кордоні між Суринамом і Французькою Гвіаною
- територіальна претензія в Антарктиді (Аделі Землі) в рамках системи Договору про Антарктику
- Острови Матвія і Хантер на схід від Нової Каледонії стали причиною суперечки між Францією та Вануату

## Середній Схід
Франція встановила відносини з Близьким Сходом під час правління Людовика XIV. Щоб Австрія не втрутилась у свої плани щодо Західної Європи, вона надала обмежену підтримку Османській імперії, хоча перемоги князя Євгена Савойського знищили ці плани. [15] У дев'ятнадцятому столітті Франція разом з Великою Британією намагалася зміцнити Османську імперію, нині «Хворий чоловік Європи», щоб протистояти російській експансії, завершившись Кримською війною [16].
Франція також тісно співпрацювала з напів-автономним Єгиптом. У 1869 році єгипетські робітники — під наглядом Франції — завершили Суецький канал. Між Францією та Англією виникло суперництво за контроль над Єгиптом, і згодом Англія вийшла переможницею, викупивши єгипетські акції цієї компанії, перш ніж французи встигли вступити в дію [17].
Після об'єднання Німеччини в 1871 році Німеччина успішно намагалася кооптувати відносини Франції з османами. У першій світовій війні Османська імперія приєдналася до Центральних держав, і була переможена Францією та Англією. Після розпаду Османської імперії Франція та Велика Британія розділили Близький Схід між собою. Франція отримала Сирію та Ліван [18].

### 1945—1958 рр
Ці колонії отримали незалежність після 1945 року, але Франція все ще намагалася підробити культурні та освітні зв'язки між районами, особливо з Ліваном. Відносини з Сирією є більш напруженими завдяки політиці цієї країни. У 2005 році Франція разом з Сполученими Штатами тиснула на Сирію, щоб евакуювати Ліван. [19] В епоху після Другої світової війни французькі відносини з арабським Близьким Сходом досягли дуже низького рівня. Війна в Алжирі між мусульманськими бійцями та французькими колоністами глибоко стурбована іншим мусульманським світом. Алжирські бійці отримали велику частину своїх поставок та фінансування з Єгипту та інших арабських держав, значно невдоволення Франції [20].
Однак найважчою для франко-арабських відносин стала Суецька криза. Це значно зменшило репутацію Франції в регіоні. Франція відкрито підтримувала нападу Ізраїлю на Синайський півострів, і працювала проти Насера, потім популярної фігури на Близькому Сході. Суецька криза також зробила Францію та Сполучене Королівство ще раз, як імперіалістичні держави, намагаючись нав'язати свою волю слабким народам [21]. Ще одним перешкодою для відносин Франції з арабським Близьким Сходом стало його тісний союз із Ізраїлем у 1950-х роках.

### Політика де Голля
Це все змінилося з приходом Шарля де Голля до влади. Зовнішня політика Де Голля була зосереджена на спробі обмежити владу та вплив обох наддержав, і водночас збільшити міжнародний авторитет Франції. Де Голль сподівався перевести Францію від послідовника Сполучених Штатів, щоб стати провідною нацією великої групи неприєднання країн. Нації де Голль розглянули, як потенційні учасники цієї групи були ті, що знаходяться у традиційних сферах впливу Франції: Африці та на Близькому Сході. Колишні французькі колонії на сході та півночі Африки були цілком приємні для цих тісних зв'язків з Францією. Ці держави мали тісні економічні та культурні зв'язки з Францією, і у них також було мало інших прихильників серед великих держав. Ця нова орієнтація зовнішньої політики Франції також рішуче закликала лідерів арабських держав. Жодна з них не хотіла, щоб домінувала жодна з наддержав, і вони підтримали політику Франції, спрямовану на те, щоб балансувати США та СРСР, а також запобігти тому, щоб вона стала домінуючою в регіоні. Близькосхідні лідери хотіли вільно домагатися власних цілей і завдань, і не хотіли бути прикутими до блоку альянсу. Де Голль сподівався використати цю спільну основу для побудови міцних відносин між народами. Він також сподівався, що добрі відносини покращать торгівлю Франції з регіоном. Де Голль також уявляв, що ці союзники будуть шукати більш потужної французької нації, і будуть звертатися до нього в лідерство у питаннях зовнішньої політики [22].
Кінець алжирського конфлікту в 1962 році багато зробив у цьому відношенні. Франція не змогла зобразити себе як лідер пригноблених націй світу, якби вона все ще виконувала колоніальне панування над іншою нацією. Битва проти мусульманських сепаратистів про те, що Франція виступала на користь меншості білих поселенців, була надзвичайно непопулярною в усьому мусульманському світі. З конфліктним розгромом було б близьким неможливим для Франції мати позитивні відносини з народами Близького Сходу. Близькосхідна підтримка партизанів ФЛН була ще однією напругою у відносинах, що закінчився конфліктом. Більша частина фінансової та матеріальної підтримки ФЛН надійшла від країн Близького Сходу та Північної Африки. Особливо це стосується Єгипту Насера, який давно підтримував сепаратистів. Єгипет також є найбільш прямим прикладом покращених відносин після закінчення бойових дій. Кінець війни приніс негайну відлиту франко-єгипетських відносин, і Єгипет завершив суд над чотирма французькими офіцерами, звинувачених у шпіонажі, і Франція припинила торговий ембарго проти Єгипту.
У 1967 році де Голль повністю скасував політику Ізраїлю у Франції. Де Голль та його міністри дуже суворо відреагували на дії Ізраїлю в шестиденній війні. Французький уряд і де Голль засудили поводження Ізраїлю з біженцями, попередив, що було помилкою зайняти Західний берег і сектор Газа, а також відмовився визнати ізраїльський контроль над Єрусалимом. Французький уряд продовжував критикувати Ізраїль після війни, і де Голль виступив проти інших дій Ізраїлю, таких як операції проти Організації визволення Палестини в Лівані. Франція почала використовувати право вето, щоб протистояти Ізраїлю в ООН, а Франція — на стороні арабських держав майже з усіма питаннями, які звернулися до міжнародного органу. Однак найголовніше, що уряд де Голля запровадив ембарго на постачання зброї до ізраїльської держави. Ембарго фактично було застосовано до всіх комбатантів, але дуже скоро Франція почала знову продавати зброю арабським державам. Ще в 1970 році Франція продала Лівію сто винищувачів Dassault Mirage. Проте після 1967 р. Франція продовжувала підтримувати право Ізраїлю на існування, а також багато пільгових угод Ізраїлю з Францією та Європейським економічним співтовариством.

### Іноземна допомога
У другій половині 20-го століття Франція значно збільшила свої витрати на іноземну допомогу, щоб стати другою країною лише США за загальної допомоги серед західних держав і спочатку на душу населення. До 1968 року Франція виплачувала 855 мільйонів доларів США на рік на значно більше, ніж у Західній Німеччині чи Великій Британії. Переважна частина французької допомоги була спрямована на Африку та Близький Схід, як правило, як важіль для популяризації французьких інтересів або допомоги у продажу французьких продуктів (наприклад, продаж зброї). Франція також збільшила свої витрати на інші форми допомоги, що направляють кваліфікованих осіб до країн, що розвиваються, для надання технічної та культурної експертизи [23].
Поєднання допомогових грошей, продажу озброєнь та дипломатичних розстановок допомогло очистити пам'ять Суецької кризи та Алжирської війни в арабському світі, а Франція успішно розвинула дружні стосунки з урядами багатьох країн Близького Сходу. Насер і де Голль, які поділяли багато спільних рис, співпрацювали над обмеженням американської влади в регіоні. Насер оголосив Францію єдиним другом Єгипту на Заході. Франція та Ірак також розвивали тісні зв'язки з діловими зв'язками, спільними навчально-тренувальними навчаннями та підтримкою Франції в ядерній програмі Іраку в 1970-х. Франція покращила відносини з колишньою сирійською колонією, і частково відновлено розмиті культурні зв'язки.
З точки зору торгівлі, Франція отримала деякі переваги від покращених відносин з Близьким Сходом. Французька торгівля з Близьким Сходом зросла більш ніж на п'ятдесят відсотків після реформ де Голля. Оборонна промисловість отримала найбільшу вигоду, оскільки Франція найближчим часом мала прибуткові контракти з багатьма режимами на Близькому Сході та в Північній Африці, хоча ці контракти складають незначну частину економіки Франції.
Де Голль сподівався, що, взявши помірний шлях і не сильно підтримуючи обома сторонами, Франція змогла взяти участь у мирному процесі на Близькому Сході між Ізраїлем та арабськими державами. Замість цього вона була виключена з будь-якої важливої ролі.

## Стосунки з окремими державами

#### Порівняння країн
|                    | Франція | Німеччина                                                       |
| Населення          | 67087000 | 82066000                                                        |
| Площа              | 674843 км 2 (260558 квадратних миль) | 357021 км 2(137847 квадратних миль)                             |
| Густота населення  | 116 / км 2 (301 / кв милі) | 229 / км 2 (593 / кв милі)                                      |
| Капітал            | Париж | Берлін                                                          |
| Найбільше місто    | Париж — 2234105 (12161542 Метро) | Берлін — 3510032 (5964002 Метро)                                |
| Уряд               | Унітарна напівпрезидентська республіка | Федеральна парламентська конституційна республіка               |
| Офіційна мова      | Французька (де-факто і де-юре) | Німецька (де-факто і де-юре)                                    |
| Основні релігії    | 58 % християнство, 31 % атеїсти, 7 % Іслам, 1 % Юдаїзм, 1 % Буддизм, 2 % інші                                                                  | 58 % християнство,37 % атеїсти,4 % Іслам, 1 % інші              |
| Етнічні групи      | 84 % французи, 7 % інші європейські, 7 % з Північної Африки, Південь від Сахари, Індокитаю, Азії, Латинської Америки і островів Тихого океану. | 80 % німців, 5 %турків, 5 % інші європейці, 10 %Інші народності |
| ВВП (ПКС)          | $ 2,590 трлн, $ 41 375 на душу населення | $ +3,615 Трлн, $ 44888 на душу населення                        |
| ВВП (номінальний)  | $ 2,846 трлн, $ 44538 на душу населення | $ 3,730 трлн, $ 45091 на душу населення                         |
| Іноземне населення | 110 881 французьких громадяни живуть в Німеччині 31 грудня 2012                                                                                | 95 060 німецьких громадян живуть у Франції в 2009 році[4]       |
| Військові витрати  | $ 62500000000 | $ 46700000000                                                   |

#### Історія
Історія обох країн бере початок, з моменту правління Карла, імперія якого охоплювала більшу частину площі сучасної Франції та Німеччини, — а також у Нідерландів, Бельгії, Люксембургу, Швейцарії, Австрії, Словенії та північної Італії.
Смерть сина Карла Людовик Благочестивого і розбиття Франкської імперії в 843, відповідно Договору Вердена ознаменували кінець правління однієї держави. У той час як населення в обох західних і східних королівств належали практично до однієї групи мов (галло-романської), Серединне королівство характеризувалося  мовною і культурною різноманітністю кордону — площа, між річками Маас і Рейн — незабаром була розділена ще раз. Після 880 року, за договором Рібемона, межа між західними і східними царствами залишалася практично незмінною протягом 600 років. Німеччина розпочала багатовікові союзні відносини з Італією, у той час як Франція — з Англією.
Незважаючи на поступове культурне відчуження протягом в епоху середньовіччя, соціальні та культурні взаємини були присутніми через перевагу в латинській мові франкського духовенства і дворянства.

#### Франція і Габсбурги
Пізніше імператор Карл V, член австрійської династії Габсбургів, в 1506 р успадкував Нижні країни і Франш-Конте, а коли він успадкував Іспанію в 1516 році, Франція була оточена територіями Габсбургів і знаходилася під їхнім тиском. У результаті напруженість між двома державами викликала ряд конфліктів, таких, як війни за іспанську спадщину, до тих пір, поки Дипломатична революція 1756 року не перетворила їх на союзників проти Пруссії.
Великі частини Священної Римської імперії були втянуті в Тридцятирічну війну (1618—1648). Незважаючи на те, що війна була в основному конфліктом між протестантами і католиками, католицька Франція примкнула до протестантів проти австрійського керівництва католицьких імперських сил. За Вестфальським миром в 1648 році до Франції відійшла частина Ельзасу. У 1679 за договором Неймеген ще кілька міст були об'єднані під французьким контролем. 30 вересня 1681 року Людовик XIV пройшов в Страсбург, і проголосив анексію.
Тим часом розширення Османської імперії стало серйозною загрозою для Австрії. Ватикан ініціював так звану Священну лігу проти «спадкового ворога» християнської Європи («Erbfeind christlichen Namens»). На пвдтримавши спільних зусиль Австрії, Німеччини та Польщі, Франція на чолі з Людовиком XIV вторглась в іспанські Нідерланди в вересні 1683 року, за декілька днів до битви Відні. У той час як Австрія була окупована з початком Великої турецької війни (1683—1699), Франція ініціювала війну Великого Альянсу (1688—1697). Спроба підкорити більшу частину південної Німеччини, в кінцевому рахунку не вдалася, бо німецькі війська були виведені з Османської кордону і переїхали в регіони. Тим не менше, політика спаленої землі, викликала великий суспільний резонанс в той час, французькі війська спустошили більшу частину Пфальца, спалюючи і вирівнювання численні міста і селища на півдні Німеччини.

### Африка
Франція відіграє значну роль в Африці, особливо в колишніх колоніях, завдяки широким програмам допомоги, комерційній діяльності, військовим угодам та культурному впливу. У тих колишніх колоніях, де присутність Франції залишається важливою, Франція сприяє політичній, військовій і соціальній стабільності. Багато хто вважає, що французька політика в Африці, зокрема, в якій беруть участь британські інтереси, чутлива до того, що називається синдромом Фастоди. Інші критикували відносини як неоколоніалізм під назвою Françafrique, підкреслюючи підтримку Франції різними диктатурами, серед інших: Омар Бонго, Ідріс Дебі

#### Алжир
Відносини між постколоніальним Алжиром та Францією залишалися тісними протягом багатьох років, проте іноді були непорозуміння. У 1962 р. Евіанська мирна угода заклала основи нових франко-алжирських відносин. В обмін на щедрий режим співпраці (величезна фінансова, технічна та культурна допомога), Франція отримала низку економічних та військових привілеїв.
Економічно, Франція користувалася пільговим режимом щодо сахарського багатства вуглеводнів. У військовому напрямку Франція мала змогу утримувати базу Мерс-ель-Кебір протягом 15 років і використовувати ядерні полігони в Сахарі ще п'ять років. Франція використовувала ці місця для проведення своїх перших ядерних випробувань («Блакитний тушканчик») у 1960 році.
90 % і більше європейців, що проживають в Алжирі («чорноногі»), залишили країну в результаті масового виходу, що в свою чергу створило важку порожнечу в бюрократичній, економічній та освітній структурах Алжиру.
З іншого боку, питання про харкі, арабів, які воювали на французького боку під час війни, все ще мало бути вирішене на зламі 21 століття, а французи певним чином ігнорували його, коли Алжирський народ відверто вважав їх зрадниками.
На економічному рівні Алжир деякий час залишався четвертим за величиною імпортером французьких товарів, проводячи всі свої операції з Францією в зоні африканського франка. Багато алжирців заохочувались французькою владою та бізнесменами мігрувати до Франції, щоб забезпечитись робочою силою під час зростання Славного Тридцятиріччя (Trente Glorieuses). Відносини між Францією та Алжиром залишалися тісно переплетеними, та Франція не могла повністю врятуватися від хаосу, який загрожував Алжиру під час громадянської війни в дев'яностих роках.
Перший президент Алжиру Ахмед Бен Белла в інтерв'ю 2001 року зазначив: «Алжирський народ жив у крові. Ми поставили де Голля на коліна. Ми 15 років боролися проти французького панування під керівництвом Еміра Абдель-Кадера Аль-Джазайрі. Населення Алжиру тоді становило чотири мільйони. Французькі репресії коштували нам двох мільйонів життів. Це був геноцид. Ми вижили як народ. Варварські звірства Франції не підкорили наш бойовий дух».
23 лютого 2005 року французький закон про колоніалізм був актом, прийнятим консервативною більшістю «Союзу за народний рух» (UMP), який накладав на викладачів середніх шкіл (lycée) навчати своїх учнів «позитивним цінностям» колоніалізму (Стаття 4). Закон створив громадський резонанс та опозицію з боку всіх лівих, і нарешті був скасований президентом Жаком Шираком (UMP) на початку 2006 року після звинувачень в історичному ревізіонізмі з боку різних викладачів та істориків.
Алжирці побоювались, що французький закон про колоніалізм перешкоджатиме виконанню французьким завданням протистояння темній стороні свого колоніального правління в Алжирі, оскільки Стаття 4 закону, насамперед, визначала, що "шкільні програми повинні визнавати, зокрема, позитивну роль французької присутності за кордоном, особливо у Північній Африці, … ". Бенджамін Стора, провідний фахівець з історії французького Алжиру і супротивник французького закону про колоніалізм, сказав: "Франція ніколи не приймала своєї колоніальної історії. Це велика різниця з англосаксонськими країнами, де зараз існують постколоніальні дослідження в усіх університетах. Ми феноменально відстали у часі ". На його думку, хоч історичні факти й були відомі академікам, вони не були добре відомі французькій громадськості, і це призвело до відсутності чесності у Франції щодо французького колоніального ставлення до алжирського народу.
Протягом періоду дії французького закону про колоніалізм, кілька алжирців та інші піднімали питання та висловлювали коментарі, аби підкреслити, що у Франції існувало багато аспектів колоніального правління, які не були широко відомі.
Високопоставлений алжирський чиновник Мохамед Ель Корсо сказав, що «[французьке] покаяння розглядається алжирським народом як необхідна умова перед тим, як може бути укладений будь-який франко-алжирський договір про дружбу» та з посиланням на різанину в Сетіфі, що «французька та міжнародна громадська думка повинні знати, що Франція здійснила справжній акт геноциду в травні 1945 р.».
Президент Алжиру Абделазіз Бутефліка заявив, що Алжир «ніколи не переставав чекати прийняття Францією всіх актів, скоєних під час колоніального періоду та визвольної війни» та провів порівняння між спаленням тіл жертв Сетіфської різанини та крематоріями в нацистськими таборами смерті. Нещодавно, 17 квітня 2006 року, Бутефліка підкреслив точку зору Алжиру, коли у своїй промові в Парижі сказав, що «колонізація призвела до геноциду нашої ідентичності, нашої історії, нашої мови, наших традицій».
Французька влада відповіла на претензії президента Бутефліки та інших, применшуючи коментарі, закликаючи «до взаємної поваги», Міністр закордонних справ Франції Мішель Барньє заявив Алжиру в офіційному візиті докласти спільні зусилля у пошуку історії «з метою встановлення спільного майбутнього та подолати сумні сторінки». В інтерв'ю алжирській газеті «El Vatan», Барньє сказав, що «істориків з двох сторін потрібно заохочувати до спільної роботи. Вони повинні працювати над спільним минулим». Французька влада попросила президента Абделазіза Бутефліка дослідити із Францією роззброєних 150 000 вбитих харкі, без жодної причини помсти з боку його партії «Фронт національного визволення».
Президент Франції Жак Ширак після жорсткої реакції на закон, що заохочує добрі сторони французької колоніальної історії, заявив: «Писати історію — це робота істориків, а не законів». За словами прем'єр-міністра Домініка де Вільпена, «говорити про минуле або писати історію –  це не робота парламенту».
Питання французьких прав людини в Алжирі також є політично делікатним й у Туреччині. Франція визнала геноцид вірмен турками в 1998 році. У відповідь на дії французького парламенту, які спричинили заперечення за існування такого геноциду, Великі національні збори Туреччини у жовтні 2006 р. підготували законопроєкт, який забороняє заперечувати, що французи вчинили геноцид в Алжирі. Турецькі партійні лідери, включаючи CHP, MHP, BBP та ANAP, закликали Францію визнати те, що вони назвали «алжирським геноцидом». Проєкт так і не став офіційним законом.
• Алжир має посольство в Парижі та кілька генеральних консульств по всій країні.
• Франція має посольство в Алжирі та генеральні консульства в Аннабі та Орані.

#### Демократична Республіка Конго
Франція та Німеччина прийняли рішення про узгоджену військову операцію в Демократичній Республіці Конго. Ця операція включала направлення 1500 європейських військовослужбовців до ДРК для підтримки чесних та регулярних президентських виборів у червні 2006 року. Поки Німеччина очолює місію, Франція та Німеччина забезпечують по 500 солдатів, а решта солдатів походять з інших європейських країн.
Багато вчених Європейської спільної зовнішньої та безпекової політики (CFSP) ставлять під сумнів питання, чи корисна місія, і стверджують, що вона має досить символічний характер. З огляду на те, що 17 000 військовослужбовців Організації Об'єднаних Націй вже розміщені в ДРК, мета такої невеликої операції залишається сумнівною. Європейські війська будуть дислокуватися лише у столиці Кіншасі. Однак, цілком ймовірно, що досвід колишніх миротворчих місій на Балканах буде корисним для запобігання будь-якій значній ескалації під час виборів.
У 2013 році тодішній президент Франції під час свого візиту до ДРК припустив, що ув'язнені Джошуа Френч та Джостов Моланд повинні бути переміщені з шестимісної тюремної камери; через п'ять днів двоє в'язнів розділили власну камеру.
• ДР Конго має посольство в Парижі.
• Франція має посольство в Кіншасі.

#### Судан
Франція має давню історію з Суданом, як одного із головних торгових партнерів. Французька компанія була одним із головних підрядників щодо нещасного водоканалу Джонглей. На початку 1980-х Судан надав концесію французькій нафтовій компанії TotalFinaElf на розробку запасів нафти в блоці П'ять у Південному Судані. Незважаючи на те, що компанія припинила там роботу після відновлення громадянської війни, вона зберегла концесію та в 2004 р. розпочала кроки щодо повернення.
Франція також стала на бік уряду Судану в 2004 році, коли заявила, що ситуацію в Дарфурі не слід кваліфікувати як геноцид. Чад, колишня французька колонія і в останні роки країна, з якою вона підтримувала тісні стосунки, схильна впливати на погляди Франції щодо ситуації в Дарфурі. Французька політика стала більш критикованою щодо Дарфуру після виборів у 2007 році президента Ніколя Саркозі.
У червні 2007 р. Франція прийняла США, Китай та ще 15 країн на великій конференції, що мала на меті розпочати нові міжнародні зусилля, спрямовані на припинення жорстокості в Дарфурі. Уряд Судану, розгніваний тим, що з ним не проводились консультації, бойкотував конференцію. В останні роки Франція виявляє менший інтерес до Судану, тоді як її політика, здавалося, залежала від того, який чиновник виступав. Французькі нафтові компанії мають постійний інтерес до розробки нафти в Південному Судані.
• Франція має посольство в Хартумі.
• Судан має посольство в Парижі.

### Азія
Франція має великі політичні та економічні відносини з азійськими країнами, включаючи Китай, Індію, Японію, Південну Корею та Південно-Східну Азію, а також зростаючу присутність на регіональних форумах. Франція сприяла започаткованню процесу «Азійсько-європейська зустріч» (ASEM), яка в кінцевому підсумку може стати конкурентом АТЕС. Франція прагне розширити свою комерційну присутність у Китаї та стане конкурентним викликом для американського бізнесу, зокрема на аерокосмічних, високотехнологічних та розкішних ринках. У Південно-Східній Азії Франція була архітектором Паризьких мирних угод, яка завершила конфлікт в Камбоджі. [Сумнівно — обговорюйте]
Франція не має офіційних дипломатичних відносин з Північною Кореєю. Північна Корея, однак, зберігає делегацію (не посольство, а консульство) поблизу Парижа. Оскільки більшість країн Франція не визнає і не має формальних дипломатичних відносин з Тайванем через визнання Китаю; однак Тайвань підтримує представництво в Парижі, яке схоже на посольство. Аналогічним чином, французький інститут у Тайбеї має адміністративний консульський відділ, який видає візи та виконує інші місії, які, як правило, займаються дипломатичними форпостатами.

#### Китай
Протягом 90-х років Франція та КНР неодноразово стикалися внаслідок єдиної політики КНР. Франція продала зброю Тайваню, тим самим розлютивши уряд Пекіна. Це призвело до тимчасового закриття Генерального консульства Франції в Гуанчжоу. Врешті-решт, Франція погодилася заборонити місцевим компаніям продавати зброю Тайваню, і дипломатичні відносини відновилися в 1994 році. З того часу дві країни обмінялись низкою державних візитів. Сьогодні китайсько-французькі відносини мають насамперед економічний характер. Двостороння торгівля досягла нових високих рівнів у 2000 році. Культурні зв'язки між двома країнами представлені дещо слабше, хоча Франція докладає зусиль для покращення цієї невідповідності.
• Китай має посольство в Парижі та генеральні консульства в Ліоні, Марселі, Папеете, Сен-Дені та Страсбурзі.
• Франція має посольство в Пекіні та генеральні консульства в Ченду, Гуанчжоу, Гонконзі, Шанхаї, Шеньяні та Ухані.

#### Японія
Останнім часом Франція брала активну участь у торговельних та культурних обмінах з Японією. Деякі люди розглядають це як результат того, що французький лідер Жак Ширак був японофілом. Ширак відвідував Японію понад 40 разів, та мабуть, більше, ніж будь-який інший світовий лідер за межами Японії, а також є експертом у цій країні. Франція розпочала кампанію сприяння експорту «Le Japon, c'est possible» та міжнародну програму обміну персоналом зв'язку JET. Разом вони побудували Maison de la Culture du Japon à Paris.
Також, Франція та Японія спільно працювали над поліпшенням тяжких ситуацій зі здоров'ям у зв'язку зі СНІДом та відставанням у розвитку в Джибуті, Мадагаскарі, Уганді та інших країнах. Японія та Франція також відомі тим, що діляться між собою ідеями у сферах мистецтва та кулінарії. Протягом останніх кількох десятиліть Японія зазнала значного впливу французької кухні, що можна спостерігати в телевізійному шоу «Залізний кухар».
Японське аніме є популярним у Франції, а французькі історичні постаті та обстановки з епох середньовіччя, епохи Відродження, Наполеона та світової війни послужили зразком для деяких популярних історій в японських розвагах. Чистота японського живопису та ілюстрації, а також сучасність та елегантність французького візуального мистецтва призвели до гібридних стилів у цих творчих сферах.
• Франція має посольство в Токіо та генеральне консульство в Кіото.
• Японія має посольство в Парижі.

#### Індія
Франція та Індія встановили дипломатичні відносини незадовго після здобуття Індією незалежності у 1947 р. Міцні дипломатичні зв'язки Індії з Францією призвели до мирного поступку Пондічеррі в сторону Індії 1 листопада 1954 р. без жодної військової опозиції Франції.
Франція була єдиною країною, яка не засудила рішення Індії перейти на ядерну програму в 1998 році. У 2003 р. Франція стала найбільшим постачальником ядерного палива та технологій в Індію і залишається великим військовим та економічним торговим партнером. Прагнення постійних членів Індії до Ради Безпеки ООН отримали дуже сильну підтримку з боку колишнього президента Франції Ширака.
Рішення уряду Індії придбати французькі підводні човни класу «Скорпен» вартістю 3 мільярди доларів США та 43 літаки Airbus для авіакомпанії Indian Airlines вартістю 2,5 мільярда доларів США ще більше закріпило стратегічне, військове та економічне співробітництво між Індією та Францією. Франція також стала першою країною, яка здійснила торгівлю ядерною енергією з Індією після відмови NSG від 30 вересня 2008 року.
• Франція має посольство в Нью-Делі та генеральні консульства в Бенгалуру, Пондічеррі, Мумбаї та Колката.
• Індія має посольство в Парижі та генеральні консульства на острові Реюньйон.

#### Індонезія
Останнім часом відносини між Францією та Індонезією зростають, тоді як Індонезія стає все більш стратегічно вигідною для уряду та народу Франції. Не лише завдяки економічному розвитку (в Індонезії функціонує 110 французьких транснаціональних компаній), але й тому, що Франція вважає, що Індонезія відіграє все важливішу міжнародну роль.
Відносини між цими двома країнами важливі, оскільки обидві є демократичними республіками, і обидві мають значний геополітичний вплив у кожному регіоні, так як Франція є невід'ємним членом Європейського Союзу, так само як Індонезія для асоціації країн Південно-Східної Азії. Дипломатичні відносини між Францією та Індонезією також є ключовим елементом для розвитку відносин між Індонезією та Європейським Союзом, а також між Францією та АСЕАН. Обидві країни є членами найбільших економік Великої двадцятки (G-20).
• Франція має посольство в Джакарті.
• Індонезія має посольство в Парижі.

#### Іран
Іран, в загальному, підтримує дружні стосунки з Францією ще з часів Середньовіччя. Особливо, подорожі Жана-Батиста Таверньє є добре відомими Сефевідській Персії. Однак, нещодавно відносини погіршилися через відмову Ірану зупинити збагачення урану та підтримку Францією направлення Ірану до Ради Безпеки ООН. За часів президента Франції Жака Ширака відносини були теплими і доброзичливими, оскільки уряд Франції допоміг уряду Ірану вистежувати терористів PMOI.
• Франція має посольство в Тегерані.
• Іран має посольство в Парижі.

#### Південна Корея
Встановлення дипломатичних відносин між Францією та Південною Кореєю розпочалося 4 червня 1886 р. Франція та Південна Корея підтримують дуже хороші відносини. Вони співпрацюють над багатьма темами та проблемами, з якими стикається світ сьогодні. Особливо, це було помітно у питанні Корейської Народно-Демократичної Республіки (КНДР), що, звичайно, є питанням, яке має велике значення для обох країн. Окрім двостороннього співробітництва, Франція та Південна Корея також співпрацюють у міжнародних організаціях, таких як ООН, ЮНЕСКО, ОЕСР тощо.
Що стосується Північної Кореї, Франція є однією з небагатьох європейських країн (ЄС / ЄЕЗ), які не мають офіційних дипломатичних відносин з Північною Кореєю. Франція підтримала шестисторонні переговори, а також роль МАГАТЕ у пошуку вирішення ядерного питання. Уряд Франції уклав угоду про програму робочої святкової візи з Південною Кореєю.
• Франція має посольство в Сеулі.
• Південна Корея має посольство в Парижі.

#### Таїланд
Відносини Франції та Таїланду охоплюють період з 16 століття до нового часу. Більш серйозно відносини розпочались під час правління Людовика XIV з численними взаємними посольствами та великою спробою Франції християнізувати Сіам (сучасний Таїланд) і встановити французький протекторат, що зазнало невдачі, коли країна повстала проти вторгнення іноземців у 1688 р. Франція повернеться лише через півтора століття як модернізована колоніальна держава, вступивши в боротьбу за територію та вплив проти Таїланду на Індокитайському півострові, яка триватиме до 20 століття.
• Франція має посольство в Бангкоку.
• Таїланд має посольство в Парижі.

### Європа
Франція зберегла свій статус основної влади в Західній Європі через її розмір, місце розташування, сильну економіку, членство в європейських організаціях, сильну військову позицію та енергійну дипломатію. Франція, як правило, працювала над посиленням глобального економічного та політичного впливу ЄС та його ролі у спільній європейській обороні та колективній безпеці.
Франція підтримує розвиток європейської ідентичності у сфері безпеки та оборони (ESDI) як основи зусиль щодо посилення безпеки в Європейському Союзі. Франція тісно співпрацює з Німеччиною та Іспанією у цьому напрямку.

### Океанія

#### Нова Зеландія
Відносини між Францією та Новою Зеландією були хорошими в найкращі часи, але останнім часом стали набагато тіснішими. Двосторонні відносини були хорошими з часів Першої та Другої світових воєн, причому обидві країни надзвичайно тісно співпрацювали під час обох конфліктів, однак відносини були під серйозною загрозою через потоплення «Веселкового воїна» в Окленді 10 липня 1985 року агентами Французького Напрямку Générale de la Sécurité Extérieure (DGSE). Франція завдала жорстокого економічного напруження для Нової Зеландії після нападу з урядом Франції, який вимагав від уряду Нової Зеландії звільнення агентів, які здійснили теракт. З тих пір серед новозеландців спостерігається певна ворожнеча щодо французів, але з 20-ї річниці вибуху в 2005 році з'явилися ознаки того, що Нова Зеландія почала таки тепліше ставитися до Франції. Існує припущення, що це визнання французів людьми Нової Зеландії має багато спільного з історичним суперництвом між командами регбі цих двох країн.
• Франція має посольство у Веллінгтоні.
• Нова Зеландія має посольство в Парижі.

#### Фіджі
Відносини між Францією та Фіджі в даний час напружені, через засудження Францією державного перевороту на Фіджі в грудні 2006 р. Раніше, франко-фіджійські двосторонні відносини в основному були зосереджені на військовому співробітництві, Франція допомагала Фіджі у спостереженні за морською зоною та надавала допомогу для розвитку. Французька військова допомога була припинена після перевороту. Французька допомога Фіджі включає надання обладнання для бідних та ізольованих районів та допомогу у розвитку відновлюваної енергетики. Франція також надає Фіджі переклади англійською мовою французьких наукових документів, що стосуються зони Тихого океану. Франція пропагує французьку культуру та французьку мову на Фіджі через присутність Альянсу Франсез та заохочує до викладання французької мови в школах та в Університеті Південної частини Тихого океану. Посольство Франції в Суві акредитоване в Кірибаті, Науру, Тонзі та Тувалу.
• Фіджі акредитований у Франції від посольства у Брюсселі, Бельгія.
• Франція має посольство в Суві.